# Hiệp hội Doanh nghiệp Dược Việt Nam
Hiệp hội Doanh nghiệp Dược Việt Nam, trước đây gọi là Hiệp hội Sản xuất Kinh doanh Dược Việt Nam, là tổ chức xã hội - nghề nghiệp phi lợi nhuận của những người và doanh nghiệp hoạt động liên quan đến thương mại dược phẩm tại Việt Nam . Hội dịch tên ra tiếng Anh là Vietnam Pharmaceutical Companies Association, viết tắt là VNPCA .
Điều lệ Hiệp hội hiện hành đã sửa đổi, được Bộ Nội vụ phê duyệt tại Quyết định số 1750/QĐ-BNV ngày 15/05/2017 . Văn phòng Hội đặt tại địa chỉ 12 Ngô Tất Tố, quận Đống Đa, Hà Nội .

## Hoạt động
Trước đây Hiệp hội có tên là Hiệp hội Sản xuất Kinh doanh Dược Việt Nam và văn phòng đặt tại trụ sở Bộ Y tế, số 138B Giảng Võ, quận Ba Đình, Hà Nội .

## Sự kiện "không dự họp" 2017
Tại buổi làm việc với Bộ Y tế ngày 20/09/2017 về công tác kiểm tra chuyên ngành hàng hoá xuất nhập khẩu, Tổ công tác của Thủ tướng đã mời đại diện nhiều hiệp hội, ngành hàng đến dự để trực tiếp phản ánh các vướng mắc. Tuy nhiên, Hiệp hội Doanh nghiệp Dược Việt Nam không có mặt . Có doanh nghiệp dược trong nước cho rằng, họ vào Hiệp hội dược để "cho có" chứ ít khi tham gia các hoạt động gì, bởi thực tế sân chơi này có nhiều điều không minh bạch, "cứ ràng buộc và chồng chéo lên nhau", và sự vắng mặt này được xem là né tránh va chạm với lực lượng thao túng sân sau của thương mại dược phẩm .